# 하리항
하리항(河里港, 하리선착장)은 부산광역시 영도구 동삼동 746-7 일원에 있는 소규모 어항이다.

## 현황
- 부산 동삼 자율관리어업 공동체가 자리 잡은 하리항 일대는 과거 수산자원의 씨까지 말리는 불법 소형기선저인망 어선(일명 고데구리)의 '본거지'였다. 이곳은 다대포와 함께 부산의 대표적인 '고데구리 전진기지'로 꼽혔다. 하지만 이제는 남부럽잖은 자율관리어업 공동체로 변신했다.[1]

## 영도풍어제
영도풍어제(影島豊漁祭)는 하리항 방파제 입구에 있는 가설 굿당에서 매년 음력 3월 2일에 열리는 축제이다. 해안 지역의 공동체 축제인 별신굿의 전통을 계승하여 동삼동 어촌계 풍어제추진위원회가 주관한다.